# Kenos
Kenos är urmänniskan hos Selk'nam folket som lever i Eldslandet i södra Chile och talade Ona. Kenos sändes till jorden av den höge guden Temaukel för att inleda civilisationen.
Asteroiden 2449 Kenos är uppkallad efter Kenos.